# 플랜비 (음악 그룹)
플랜비는 대한민국의 음악 그룹이다. 2023년 싱글 [1 Percent]로 데뷔했다.

## 음반
- Halli-Galli (2023)
- Sunday to Monday (2023)
- 1 PERCENT (2023)

## 공연
- PLAN B Official Debut Showcase (2023)